# Anredera krapovickasii
Anredera krapovickasii är en malabarspenatväxtart som först beskrevs av Martín Villa Carenzo, och fick sitt nu gällande namn av Calvin Ross Sperling. Anredera krapovickasii ingår i släktet madeirarankor och familjen malabarspenatväxter. Inga underarter finns listade i Catalogue of Life.
Arten är en klättrande ranka som växer i bergområden i Bolivia och norra Argentina.